# 贝尔维尔 (罗讷省)
贝尔维尔（法語：Belleville，發音：[bɛlvil] ⓘ）是法国罗讷省索恩河畔自由城区的一个旧市镇。2019年1月1日，贝尔维尔与市镇阿迪耶尔河畔圣让合并为新市镇博若莱地区贝尔维尔，贝尔维尔为新市镇行政中心。

## 地理
贝尔维尔（46°6'31"N, 4°44'57"E）面积10.42 平方千米，位于法国奥弗涅-罗讷-阿尔卑斯大区罗讷省，该省份为法国中东部省份，北起顺时针与索恩-卢瓦尔省、安省、里昂大都会、伊泽尔省和卢瓦尔省接壤。
与贝尔维尔接壤的市镇（或旧市镇、城区）包括：盖兰、索恩河畔蒙梅勒、圣乔治德勒南、阿迪耶尔河畔圣让、圣拉热、塔波纳、沙朗泰。
贝尔维尔的时区为UTC+01:00、UTC+02:00（夏令时）。

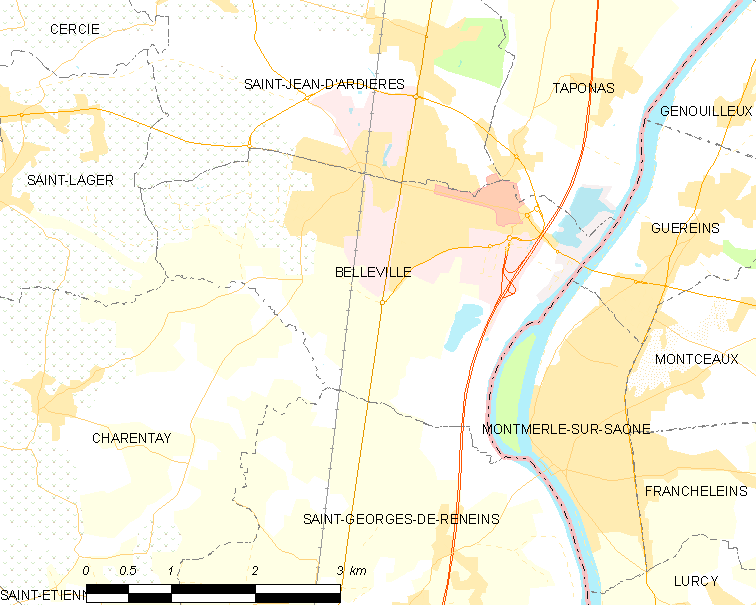
贝尔维尔的OSM定位图

## 行政
贝尔维尔的邮政编码为69220，INSEE市镇编码为69019。

## 政治
贝尔维尔所属的省级选区为博若莱地区贝尔维尔县。

## 人口

1962-2008年间贝尔维尔人口变化图示

贝尔维尔于2018年1月1日时的人口数量为8198人。